# Comitato Internazionale dei Giochi del Mediterraneo
Il Comitato Internazionale dei Giochi del Mediterraneo (CIGM, ufficialmente Comité International de Jeux Mediterraneéns - CIJM) è l'organizzazione di Comitati Olimpici Nazionali che presiede, regola e organizza i Giochi del Mediterraneo. Il CIGM è riconosciuto dal Comitato Olimpico Internazionale, e con esso condivide alcuni principi fondamentali quali la missione di diffondere i principi dello sport e dell'olimpismo, supportare l'insegnamento dello sport, rafforzare i valori della pace e della fratellanza fra popoli, in particolare rivolgendosi ai Paesi del bacino del Mediterraneo.
Ne fanno parte i 20 comitati olimpici di Paesi che si affacciano sul mar Mediterraneo, tranne quelli di Israele e Palestina, più quelli di alcune nazioni dell'area mediterranea prive di accesso diretto al mare quali Andorra, Macedonia del Nord, San Marino, Serbia e Kosovo e quello del Portogallo, Stato bagnato solamente dall'oceano Atlantico.

## Membri
In totale i Paesi membri del CIGM e come tali partecipanti ai Giochi del Mediterraneo sono 26:
- Albania
- Algeria
- Andorra
- Bosnia ed Erzegovina
- Cipro
- Croazia
- Egitto
- Francia
- Grecia
- Italia
- Kosovo[1]
- Libano
- Libia
- Macedonia del Nord
- Malta
- Marocco
- Monaco
- Montenegro[2]
- Portogallo
- San Marino
- Serbia
- Siria
- Slovenia
- Spagna
- Tunisia
- Turchia

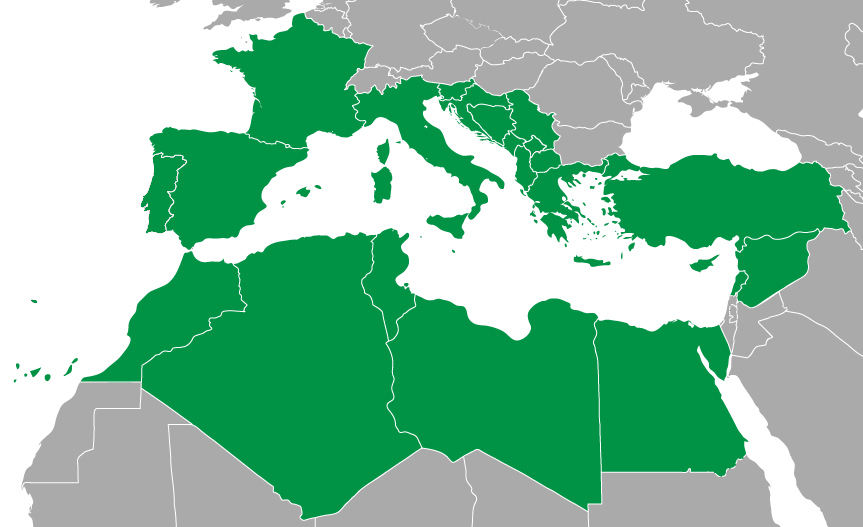
Paesi partecipanti ai Giochi del Mediterraneo

Riguardo Israele e Palestina, durante un incontro per l'organizzazione della XVI edizione dei Giochi il presidente Addadì ha dichiarato l'esistenza di un gentlemen agreement o regola non scritta che vuole che i due Paesi entrino a far parte della famiglia mediterranea contemporaneamente, mai in solitaria.
La Serbia non ha accesso diretto al mare ma fa parte del CIGM per il passato in unione con il Montenegro (Serbia e Montenegro); Andorra e San Marino non hanno accesso al mare ma vengono comunque considerati Paesi mediterranei per cultura e storia.
L'ingresso di un Comitato Olimpico nel CIGM deve essere approvato dall'Assemblea Generale con una maggioranza dei due terzi. Nel caso un Comitato volesse presentare la propria candidatura, deve rivolgersi al presidente del Comitato attraverso la segreteria. Più volte si è parlato di un possibile allargamento dei Giochi a Paesi non propriamente mediterranei, ma per caratteristiche storico-culturali affini a quelli mediterranei, come la Bulgaria.

## Bandiera
La bandiera (e logo) del Comitato rappresenta tre cerchi olimpici di colore bianco che si riflettono nell'acqua azzurra; simboleggiano i tre continenti le cui sponde toccano il mar Mediterraneo (Africa, Asia ed Europa).
Ogni comitato organizzatore dei giochi del Mediterraneo ha l'obbligo di inserire nel logo della manifestazione il simbolo del Comitato.

## Struttura

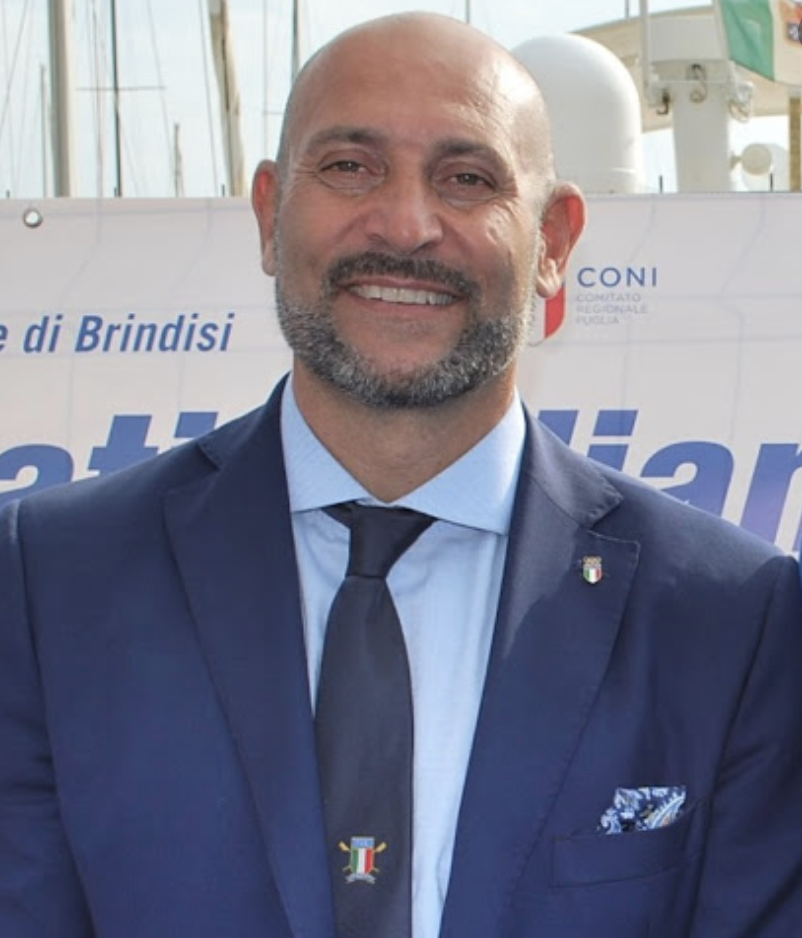
Davide Tizzano, presidente del Comitato internazionale dei Giochi del Mediterraneo.

Il comitato esecutivo per il quadriennio 2021-2025.
| Presidente          | Davide Tizzano        |
| 1º vicepresidente   | Mehrez Boussayene     |
| 2º vicepresidente   | Bernard Amsalem       |
| Segretario generale | Iakovos Filippousis   |
| Tesoriere           | Yiotis Ioannides      |
| Membri              | Ljiljana Ujlaki Subic |
| Membri              | Cayetano Cornet       |
| Membri              | Abderrahmane Hammad   |
| Membri              | Elif Ozdemir          |
| Membri              | Abdellatif Idmahamma  |
| Membri              | Blaž Perko            |
| Membri              | Mohamed Gremida       |
| Membri              | Sašo Bertoncelj       |
| Membri              | Souhail Khoury        |
| Membri              | Julian Pace Bonello   |